# Riu Itenez
El riu Itenez o riu Guaporé és un afluent del riu Madeira i flueix per Bolívia i Brasil on se l'anomena Rio Iténez.

## Geografia
El riu Guaporé forma part de la conca del riu Madeira, que finalment desemboca al riu Amazones. La seva conca de drenatge a Bolívia és de 186.460 km² en els departaments de Santa Cruz i de Beni, i de més de 80.000 km² al Brasil als estats de Rondônia i de Mato Grosso.

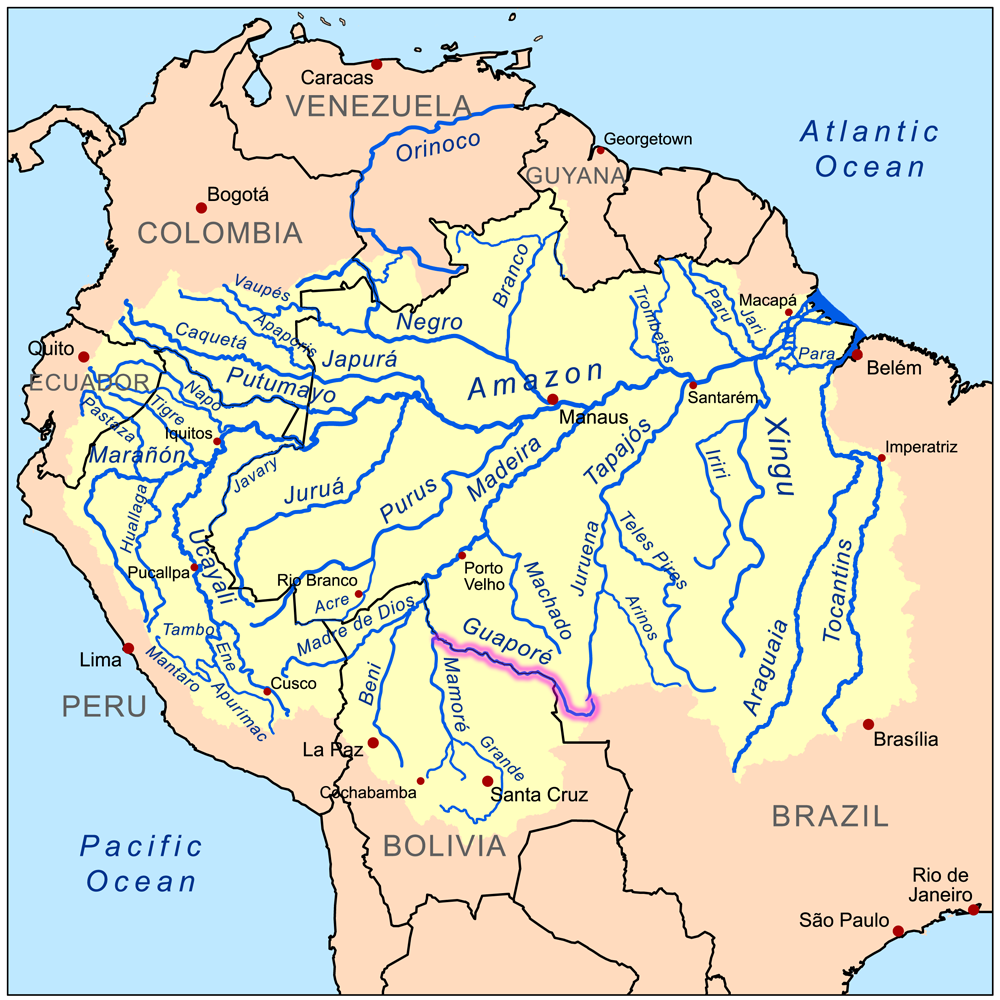
Mapa de la conca del riu Amazones amb el riu Guaporé ressaltat

El riu neix a Serra dos Parecis, a l'estat brasiler de Mato Grosso. Arriba a la frontera antre Bolívia i Brasil a nivell de San Fernando del Valle de Catamarca, delimita la frontera durant 850 km, fins a la seva confluència amb el riu Mamoré. Fa 1.530 km de llarg. El riu Guaporé creua la part oriental de la regió de la sabana de Beni. Forma la frontera de la reserva biològica de Guaporé de 615.771 hectàrees i és alimentada pels rius originats a la reserva, el São Miguel, el Branco, el São Simão, el Massaco i el Colorado.

## Fauna
Es coneixen unes 260 espècies de peixos a la conca del riu Guaporé, i unes 25 són endèmiques. Tot i que moltes espècies de peixos del riu són essencialment amazòniques, la fauna del Guaporé també té una connexió amb el riu Paraguai (part de la conca del riu de la Plata). El Guaporé i el Paraguai, tot i que flueixen en direccions diferents, s’originen a la Serra dos Parecis del Brasil.

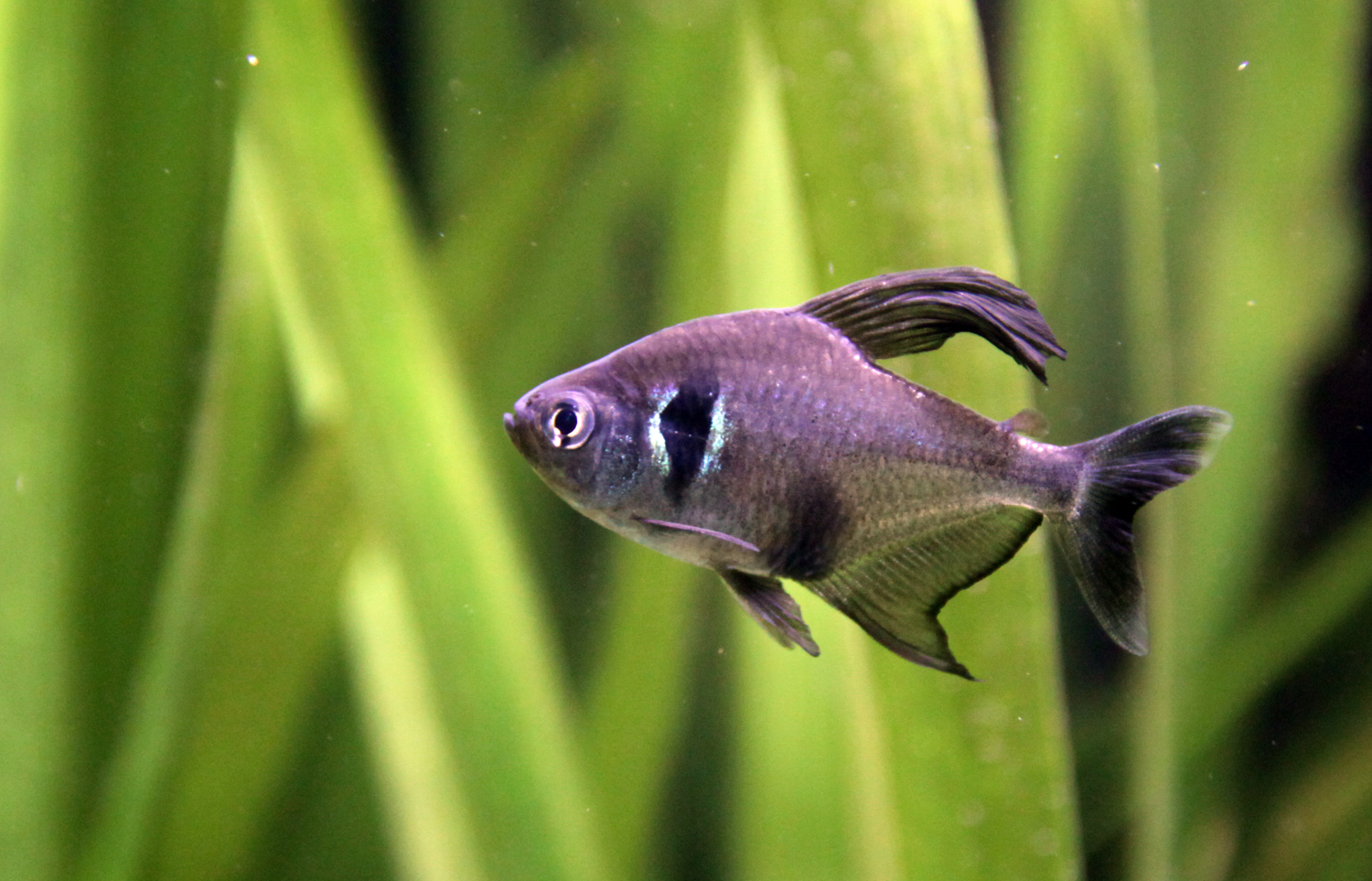
Hyphessobrycon megalopterus
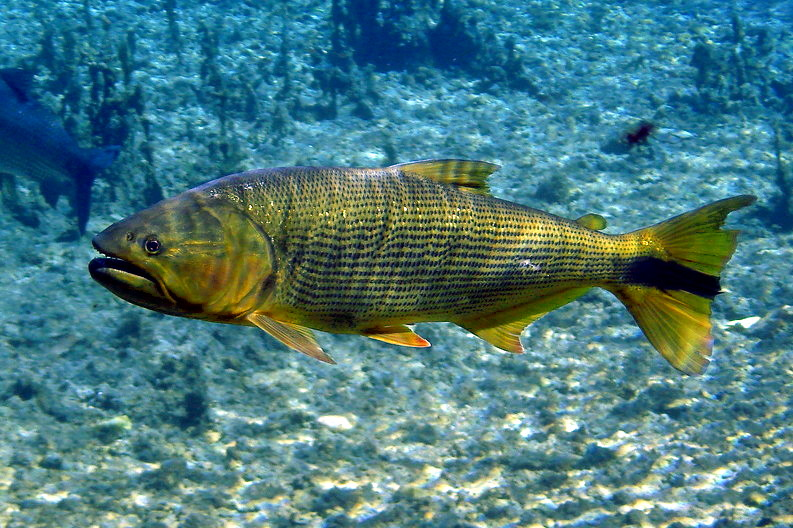
Salminus brasiliensis

Entre les espècies de peixos compartides entre aquests rius hi ha el Hyphessobrycon megalopterus (important en la indústria de l'aquari) i el Salminus brasiliensis (important en la pesca).